# Sinnfonie
Sinnfonie è il terzo album dal vivo del gruppo folk rock tedesco Schandmaul, pubblicato il 24 aprile 2009 dalla F.A.M.E. Records.

## Tracce
CD 1
1. Vor der Schlacht – 4:23
2. Kein Weg zu weit – 4:12
3. Wolfsmensch – 3:33
4. Der Hofnarr – 5:05
5. Missgeschick – 3:25
6. Leb! – 3:51
7. Lichtblick – 3:55
8. Das Tröte-Mitgift-Medley – 6:34
9. Anderswelt – 5:01
10. Königin – 4:22
11. Die goldene Kette – 5:38
12. Das Geisterschiff – 5:32
13. Kalte Spuren – 5:50

CD 2
1. Trinklied – 4:10
2. Der Kurier – 4:30
3. Drei Lieder – 4:23
4. Das Teufelsweib – 5:37
5. Das Tuch – 4:29
6. Herren der Winde – 4:22
7. Frei – 4:47
8. Die Walpurgisnacht – 5:05
9. Feuertanz – 5:07
10. Der letzte Tanz – 5:13
11. Willst Du – 5:05
12. Denk an mich – 4:07
13. Dein Anblick – 6:08

## Formazione
- Thomas Lindner – voce, chitarra acustica, fisarmonica
- Martin Duckstein – chitarra elettrica, chitarra acustica, voce
- Birgit Muggenthaler-Schmack – flauti, ciaramella, cornamusa, voce
- Anna Kränzlein – violino, ghironda, voce
- Mathias Richter – basso
- Stefan Brunner – batteria, percussioni, voce

## Classifiche
| Classifica (2009) | Posizione massima |
| ----------------- | ----------------- |
| Germania          | 12                |